# Артур Ротштейн
Артур Ротштейн (англ. Arthur Rothstein; нар. 17 липня 1915, Нью-Йорк — пом. 11 листопада 1985, Нью-Йорк) — американський фотограф.

## Біографія

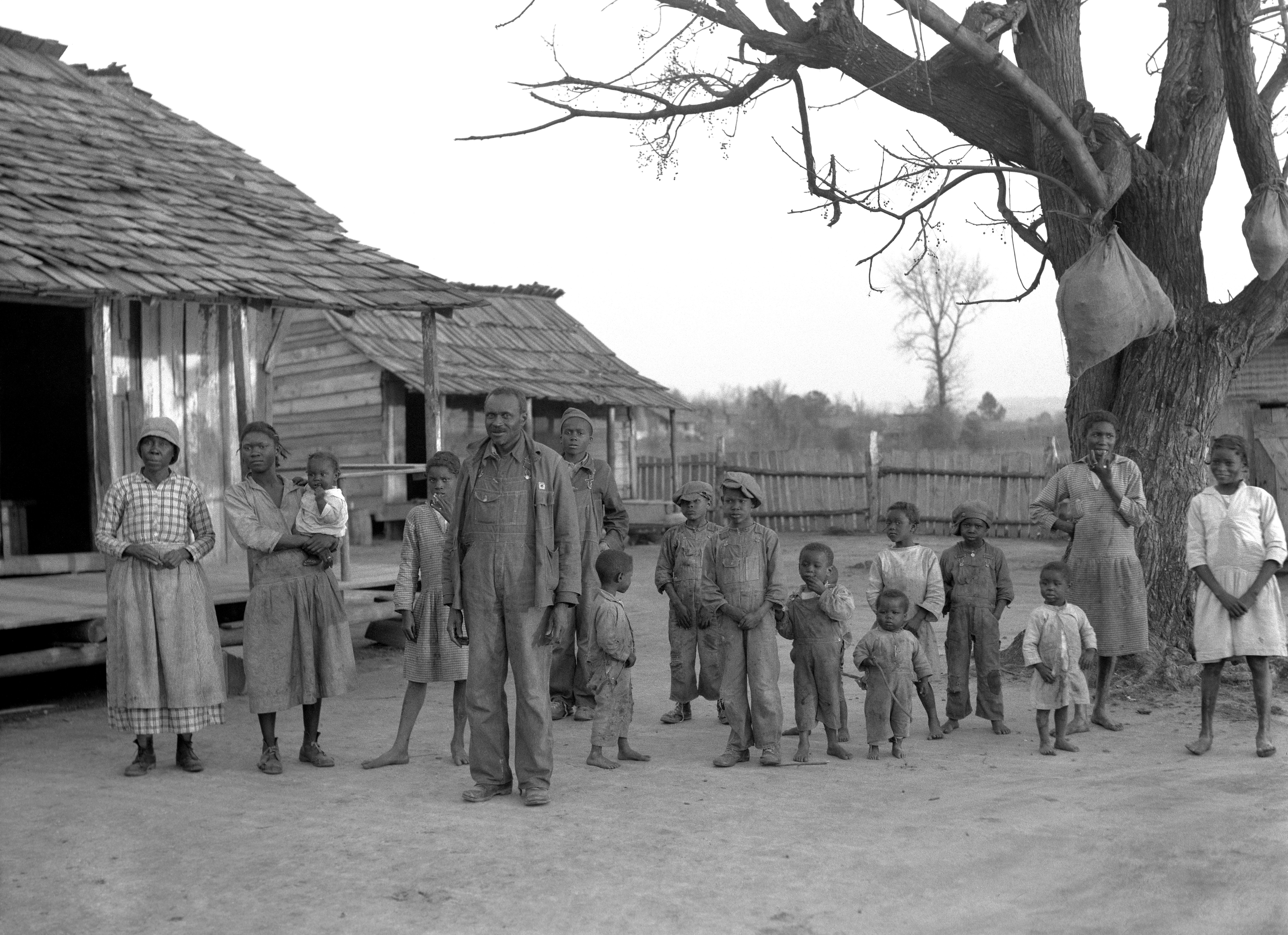
Нащадки колишніх рабів плантації Pettway, штат Алабама, США, 1937.

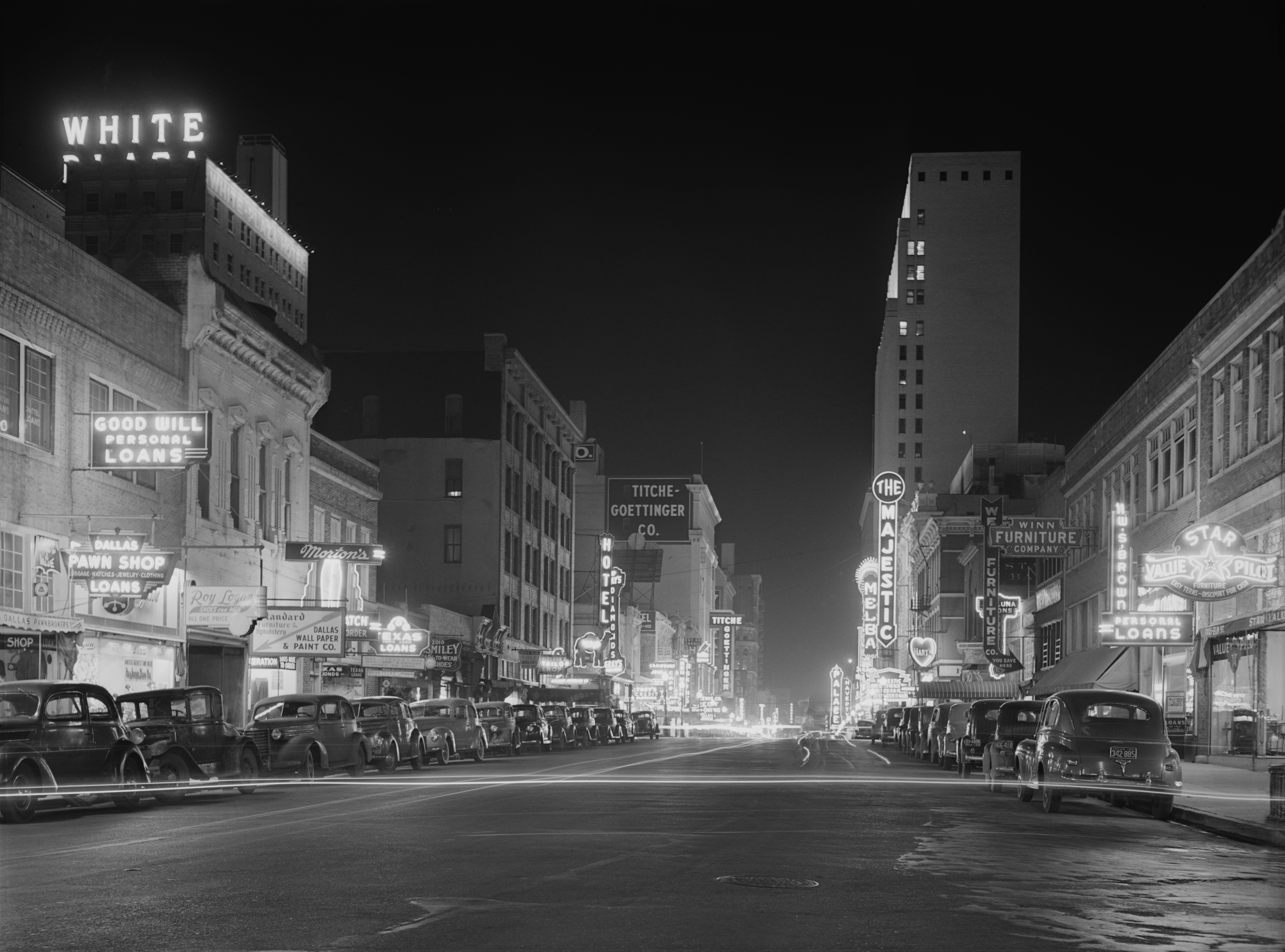
Нічний Даллас, штат Техас, 1942.

Артур Ротштейн народився в 1915 в Нью-Йорку. Навчаючись в останніх класах школи, захопився фотографією і спорудив у підвалі проявну, де експериментував в галузі техніки. Навчаючись в Колумбійському університеті, організував студентський фотоклуб. Заробляв зніманням фотографій для дисертацій своїх однокашників, був фоторедактором щорічника «Columbian». Ротштейн був учнем Роя Страйкера і в 1935 році, будучи старостою в коледжі, допомагав йому і ще одному університетському професору в зборі та перезнімання фотографій для пекторальної історії американського сільського господарства, яка так і не була опублікована.
Коли Страйкер переїхав до Вашингтона, Ротштейн був першим фотографом, якого він прийняв на роботу. Найпродуктивніший фотограф проєкту, він пропрацював в агентстві п'ять років, його фотографії показували, зокрема, життя фермерів Вірджинії, які були змушені переселитися і поступитися своїми землями національному парку Шенандоа; Даст Боул, ранчо великої рогатої худоби в Монтані, сезонних робітників у Каліфорнії і фермерів-орендарів в Джиз-Бенд, штат Алабама. Він залишив роботу в Адміністрації із захисту фермерських господарств (англ. Farm Security Administration) в 1940 р. і став працювати для журналу «Look».
Артур Ротштейн отримав понад 35 нагород у фотожурналістиці та був членом журі Пулітцерівської премії. Був також засновником і співробітником Американського Товариства Журнальних Фотографів (англ. American Society of Magazine Photographers).
Помер 11 листопада 1985 року.